# Manazary
Manazary est une commune rurale située dans la Province de Tananarive, au centre du Madagascar. Elle se situe à 14 kilomètres du chef-lieu de région, Miarinarivo. La route est praticable le long de l'année malgré son état sans entretien, et dure au moins 45 minutes. Les taxis-brousse reliant Manazary à Miarinarivo se situent à l'extrême sud de la ville de Miarinarivo, dans le quartier d'Amboniatsimo. Il faut prévoir entre 1 heure et 1 h 30 pour que les voitures Peugeot 404 et 504 bâchées soient remplies (de personnes et de marchandises).

## Géographie
Le village de Manazary est aussi communément connu sous le nom de Fiakarantsoa (« Belle montée ») de par son emplacement sur un plateau élevé par rapport à ses environs.
La culture du riz se répand dans les alentours du village où l'arrivée d'eau est suffisante.

## Histoire
Manazary abrite le Rova (Palais) d'Amboniazy où a vécu l'illustre roi Andriambahoaka Afovoanitany. Ce roi venant de l'Imerina était venu s'installer près du lac Itasy pour fonder un royaume indépendant loin de son frère.

## Économie
Le village vit entièrement de l'agriculture, de l'élevage et de la pêche. Le marché du village se tient tous les vendredis sur une place d'environ 12 000 m2, devant l'hotel de ville. Le Tsenabe (« grand marché »), qui est un rendez-vous annuel des marchands et des gens du village et de ses environs, se tient le mois de juillet et dure une semaine entière.
Le village de Manazary est connu pour les poissons gras et frais du grand lac Itasy et des petits lacs éparpillés non loin du village, mais aussi de produits tels que les avocats et bananes, sans oublier les fameux Bononoka et Ketapotsy (des préparations spéciales de manioc).